# Крушув
Крушув (пол. Kruszów) — село в Польщі, у гміні Тушин Лодзький-Східного повіту Лодзинського воєводства.
Населення — 427 осіб (2011).

## Демографія
Демографічна структура станом на 31 березня 2011 року:
|          | Загалом | Допрацездатний вік | Працездатний вік | Постпрацездатний вік |
| -------- | ------- | ------------------ | ---------------- | -------------------- |
| Чоловіки | 211     | 45                 | 141              | 25                   |
| Жінки    | 216     | 43                 | 123              | 50                   |
| Разом    | 427     | 88                 | 264              | 75                   |